# Spider-Man and His Amazing Friends
Spider-Man and His Amazing Friends (en Latinoamérica: El Hombre Araña y sus Sorprendentes Amigos) es una serie animada de televisión protagonizada por Spider-Man, Hombre de Hielo y Estrella de Fuego. Se estrenó en 1981, fue producida por Marvel Productions para ser transmitida originalmente para NBC en los Estados Unidos. Aunque la animación tiene cierta calidad, la historia se aparta mucho de la de cualquier cómic de Marvel Comics. Los tres superhéroes comparten piso, que, a su vez, es base secreta (creada por Tony Stark en agradecimiento por la ayuda que le prestaron), ya que los muebles se apartan para dejar sitio a aparatosas máquinas y monitores. En sus 3 temporadas reunió 24 episodios.

## Temporadas

### Primera temporada (1981)
| N.º | Título                                                      | Estreno                  |
| --- | ----------------------------------------------------------- | ------------------------ |
| 1 | «El Triunfo del Duende Verde» «Triumph of the Green Goblin» | 12 de septiembre de 1981 |
| Un accidente aéreo convierte a Norman Osborn de nuevo en el Duende Verde, y planea convertir a toda la ciudad en criaturas como él.                                                                                                |                                                             |                          |
| 2 | «El Crimen del Siglo» «The Crime of All Centuries»          | 19 de septiembre de 1981 |
| Kraven el Cazador planea desatar un ejército de dinosaurios. Para empeorar las cosas, captura a Estrella de Fuego. |                                                             |                          |
| 3 | «El Fantástico Señor Frump» «The Fantastic Mr. Frump!»      | 26 de septiembre de 1981 |
| El desafortunado amigo de la tía May tiene el poder de cambiar la realidad, lo que Doctor Doom usa para su beneficio. |                                                             |                          |
| 4 | «Sol de Fuego» «Sunfire»                                    | 3 de octubre de 1981     |
| Estrella de Fuego se enamora de Sol de Fuego. |                                                             |                          |
| 5 | «El Enjambre» «Swarm»                                       | 10 de octubre de 1981    |
| Un meteoro convierte a las personas en abejas. Solo Spider-Man es inmune. |                                                             |                          |
| 6 | «Los 7 Pequeños Superhéroes» «7 Little Superheroes»         | 17 de octubre de 1981    |
| El Camaleón planea destruir a sus enemigos más odiados: El Hombre Araña y sus Amigos, el Capitán América, Doctor Strange, Sub-Marino y Shanna la Reina de la Selva, invitándolos a su castillo y así poder atraparlos uno por uno. |                                                             |                          |
| 7 | «El Ataque de Video-Man» «Video-Man»                        | 24 de octubre de 1981    |
| Electro crea un villano llamado Video-Man de una máquina de arcade. |                                                             |                          |
| 8 | «Magneto se Adueña del Mundo» «The Prison Plot»             | 31 de octubre de 1981    |
| Magneto mantiene a los visitantes de una prisión abandonada como rehenes, exigiendo la liberación de su Hermandad de Mutantes (Blob, Sapo y Mente Maestra).                                                                        |                                                             |                          |
| 9 | «El Hombre Araña va a Hollywood» «Spidey Goes Hollywood»    | 7 de noviembre de 1981   |
| Mysterio obliga a un director de cine a que el Hombre Araña protagonice una película. Bruce Banner aparece y termina convirtiéndose en Hulk cuando Mysterio utiliza una versión robótica de este en una escena.                    |                                                             |                          |
| 10 | «La Venganza de Loki» «The Vengeance of Loki!»              | 14 de noviembre de 1981  |
| Loki se disfraza de su medio hermano, Thor y ataca la ciudad de Nueva York. |                                                             |                          |
| 11 | «Caballeros y Demonios» «Knights and Demons»                | 21 de noviembre de 1981  |
| El Hombre Araña y el Caballero Negro se unen para luchar contra Mordred. |                                                             |                          |
| 12 | «El Rey Pillo» «Pawns of the Kingpin»                       | 28 de noviembre de 1981  |
| Kingpin y el Doctor Faustus usan un dispositivo de control mental para obligar al Capitán América a robar un arma capaz de disparar todo tipo de rayos, este engaña al Hombre de Hielo para que le ayude.                          |                                                             |                          |
| 13 | «En Busca de Cráneo Rojo» «The Quest of the Red Skull»      | 5 de diciembre de 1981   |
| Cráneo Rojo secuestra a Hiawatha Smith y a El Hombre Araña y sus Amigos para que no interfieran en su complot para comenzar la Tercera Guerra Mundial.                                                                             |                                                             |                          |

### Segunda temporada (1982)
| N.º | Título                                                     | Estreno                  |
| --- | ---------------------------------------------------------- | ------------------------ |
| 14/1 | «El Origen del Hombre de Hielo» «The Origin of the Iceman» | 18 de septiembre de 1982 |
| Video-Man regresa y el Hombre de Hielo cuenta su origen, ya que teme que está perdiendo sus poderes mutantes. |                                                            |                          |
| 15/2 | «Nace Estrella de Fuego» «A Fire-Star Is Born»             | 25 de septiembre de 1982 |
| El Hombre de Hielo y Estrella de Fuego asisten a una reunión de X-Men con Cíclope, Angel, y sus últimos miembros Tormenta y Wolverine. Estrella de Fuego recuerda sus orígenes. Después de eso, Juggernaut aparece en la reunión en un esfuerzo por destruir a su hermanastro Profesor X. |                                                            |                          |
| 16/3 | «Como Nació El Hombre Araña» «Along Came Spidey»           | 2 de octubre de 1982     |
| Shocker hiere a la tía May, y el Hombre Araña cuenta cómo adquirió sus poderes, temiéndose que él causara el accidente como años atrás con su tío Ben. |                                                            |                          |

### Tercera temporada (1983)
| N.º | Título                                                           | Estreno                  |
| --- | ---------------------------------------------------------------- | ------------------------ |
| 17-1 | «Desenmascaran al Hombre Araña» «Spider-Man Unmasked!»           | 17 de septiembre de 1983 |
| El Hombre de Arena descubre que Peter Parker es el Hombre Araña. |                                                                  |                          |
| 18/2 | «La Novia de Drácula» «The Bride of Dracula!»                    | 24 de septiembre de 1983 |
| Estrella de Fuego es secuestrada por Drácula. El Hombre Araña y el Hombre de Hielo van a Transylvania para rescatarla, luchando contra el Hombre Lobo y el monstruo de Frankenstein. |                                                                  |                          |
| 19/3 | «Nace Video-Man» «The Education of a Superhero»                  | 1 de octubre de 1983     |
| Video-Man se fusiona con un adicto al juego, que decide ser un superhéroe mientras que Video-Man busca dominar el mundo hipnotizando electrónicamente al público. |                                                                  |                          |
| 20/4 | «El Ataque del Aracnoide» «Attack of the Arachnoid»              | 8 de octubre de 1983     |
| Después de que el Hombre Araña y sus amigos detienen al Escorpión, un científico loco llamado Dr. Zoltan Amadeus recrea los poderes del Hombre Araña para inculparlo. Pero Dr. Zoltan muta en un monstruo araña, el Hombre de Hielo y Estrella de Fuego deben detenerlo y limpiar el nombre del Hombre Araña.                                                              |                                                                  |                          |
| 21/5 | «Los Super-Amigos se Conocen» «The Origin of the Spider-Friends» | 15 de octubre de 1983    |
| Stan Lee explica cómo los superhéroes se unieron para luchar contra el Escarabajo. |                                                                  |                          |
| 22/6 | «La Mujer del Futuro» «Spidey Meets the Girl from Tomorrow»      | 22 de octubre de 1983    |
| El Hombre Araña se enamora de una mujer varada del futuro (Ariel), cuya nave espacial ha sido robada por el Dr. Octopus. |                                                                  |                          |
| 23/7 | «El Grupo X Está en Peligro» «The X-Men Adventure»               | 29 de octubre de 1983    |
| El Hombre Araña y sus amigos visitan la Mansion-X, uniéndose a los X-Men (Cíclope, Coloso, Tormenta, Nightcrawler, Thunderbird, Sprite y el Profesor X) y pelean contra El Cibernético, un viejo amigo de Estrella de Fuego. |                                                                  |                          |
| 24/8 | «El Satélite Vigía» «Mission: Save the GuardStar»                | 5 de noviembre de 1983   |
| Buzz Mason de S.H.I.E.L.D. Contrata a El Hombre Araña y sus amigos para detener a una mutante llamada Lightwave, que tiene el poder de controlar y manipular la energía de la luz. Resulta ser media hermana de Iceman, Aurora Dante. Aunque se dice que se ha convertido en traidora y está apuntando al satélite GuardStar, en realidad alguien la controla mentalmente. |                                                                  |                          |

- Datos: Q1365411